# Spjutsbygd
Spjutsbygd är en tätort i Karlskrona kommun i Blekinge län cirka 20 km norr om Karlskrona. Orten ligger utmed Silletorpsån i Rödeby socken och gränsar i väster till Bostorp i Fridlevstads socken där anslutning finns till riksväg 28. Många pendlar till Karlskrona och Rödeby. Genom orten går järnvägslinjen mellan Karlskrona och Emmaboda (en del av Kust-till-kustbanan).
Namnet Spjutsbygd (Spidsbye 1628) anses höra samman med ett forndanskt personnamn *Spjut. Efterleden kan avse by by/gård eller bygd nybygge.
IF Trion heter fotbollslaget från orten. Damlaget nådde sensationellt allsvenskan. Två säsonger blev det i allsvenskan, 2002 och 2003. Idrottsplatsen heter Spjutsbygds IP. Inför allsvenskan 2002 byggdes en stor takläktare i trä.

## Befolkningsutveckling
| Befolkningsutvecklingen i Spjutsbygd 1960–2020 | Befolkningsutvecklingen i Spjutsbygd 1960–2020 | Befolkningsutvecklingen i Spjutsbygd 1960–2020 | Befolkningsutvecklingen i Spjutsbygd 1960–2020 | Befolkningsutvecklingen i Spjutsbygd 1960–2020 |
| ---------------------------------------------- | ---------------------------------------------- | ---------------------------------------------- | ---------------------------------------------- | ---------------------------------------------- |
|                                                |                                                |                                                |                                                |                                                |
| År                                             |                                                |                                                | Folkmängd                                      | Areal (ha)                                     |
| 1960                                           | 1960                                           |                                                | 233                                            |                                                |
| 1975                                           | 1975                                           |                                                | 408                                            |                                                |
| 1980                                           | 1980                                           |                                                | 519                                            |                                                |
| 1990                                           | 1990                                           |                                                | 499                                            | 50                                             |
| 1995                                           | 1995                                           |                                                | 442                                            | 51                                             |
| 2000                                           | 2000                                           |                                                | 431                                            | 51                                             |
| 2005                                           | 2005                                           |                                                | 422                                            | 51                                             |
| 2010                                           | 2010                                           |                                                | 383                                            | 52                                             |
| 2015                                           | 2015                                           |                                                | 398                                            | 64                                             |
| 2020                                           | 2020                                           |                                                | 390                                            | 63                                             |
| Anm.: Ej tätort 1965-1975.                     |                                                |                                                |                                                |                                                |